# عقر (موسيقى)
العُقر في الموسيقى العامية هو القطعة من الأغنية المتخذة كي "تجتذب بها الأسماع"، وتكون ذات لحن معلوم وإيقاع.